# Bulbophyllum obliquum
Bulbophyllum obliquum là một loài phong lan thuộc chi Bulbophyllum.